# Устрём
Устрём — посёлок в Березовском районе Ханты-Мансийского автономного округа — Югры России. Входит в состав городского поселения Берёзово.
Почтовый индекс 628155, код ОКАТО 71112932003.

## Климат
Климат резко континентальный. Зима суровая с сильными ветрами и метелями, продолжающаяся семь месяцев. Лето относительно тёплое, но быстротечное.

## Население
| 2010 |
| ---- |
| 46   |

## Известные жители и уроженцы
- Менкенасан, Бадмин (1879—1944) — калмыцкий джангарчи. Умер в посёлке в 1944 году, будучи в ссылке.